# 24. honvedski pehotni polk (Avstro-Ogrska)
Za druge 24. polke glejte 24. polk.
24. honvedski pehotni polk (izvirno nemško k.u. Landwehr Infanterie Regiment Nr. 24; dobesedno slovensko: Cesarsko-madžarski honvedski pehotni polk št. 24) je bil pehotni polk avstro-ogrskega Honveda.

## Zgodovina
Polk je bil ustanovljen leta 1886.

### Prva svetovna vojna
Polkovna narodnostna sestava leta 1914 je bila sledeča: 61% Madžarov, 27% Romunov in 12% drugih.

## Poveljniki polka
- 1914: Phillipp Karleusa[3]